# Celama cataphracta
Celama cataphracta är en fjärilsart som beskrevs av Turner 1944. Celama cataphracta ingår i släktet Celama och familjen trågspinnare. Inga underarter finns listade i Catalogue of Life.